# Nhà lao thiếu nhi Đà Lạt
Nhà lao thiếu nhi Đà Lạt (tên chính thức: Trung tâm Giáo huấn thiếu nhi Đà Lạt) là một bảo tàng và di tích lịch sử tại thành phố Đà Lạt, tỉnh Lâm Đồng, Việt Nam. Đây từng là một nhà tù giam giữ hơn 600 thiếu niên miền Nam ở độ tuổi từ 12 đến 17. Năm 2009, Nhà lao được công nhận là Di tích quốc gia.

## Lịch sử
Trong thời kỳ 1968–1970, một loạt các trận chiến lớn bùng nổ trên chiến trường miền Nam Việt Nam; nhiều người lính tại miền Nam bị bắt làm tù binh, trong đó có cả những tù binh nhỏ tuổi. Chính quyền Việt Nam Cộng hòa đã tách số tù binh thành hai nhóm: dưới và trên 18 tuổi.
Đầu năm 1971, Việt Nam Cộng hòa thành lập nhà lao với tên gọi Trung tâm giáo huấn thiếu nhi Đà Lạt trên đồi Chi Lăng  với mục đích giam giữ các thiếu niên cách mạng từ 12 đến 17 tuổi dưới sự chỉ huy trực tiếp của Tổng nha cảnh sát Sài Gòn. Ngày 23 tháng 4 năm 1971, 126 tù nhân được đưa về giam giữ từ Nhà lao Kho Đạn (Đà Nẵng). Sau đó, nhà tù tiếp nhận thêm thiếu nhi từ các tỉnh như Hội An, Quảng Ngãi, Bình Định, Phú Yên, Bến Tre. Đợt thứ ba gồm tù nhân đến từ nhiều nhà lao ở miền Nam như Côn Đảo, Chí Hòa,... Tính đến cuối năm 1971, trung tâm đã giam giữ tổng cộng 630 thiếu niên cách mạng, trong đó có khoảng 200 nữ.:281
Đầu tháng 6 năm 1973, nhà lao phải giải tán. Trung tâm Giáo huấn thiếu nhi Đà Lạt đổi thành Trung tâm bảo hộ thiếu nhi do Ty Xã hội tỉnh Tuyên Đức quản lý.
Năm 2010, Ủy ban nhân dân tỉnh Lâm Đồng giao Sở Văn hóa, Thể thao và Du lịch làm chủ đầu tư dự án tu bổ và tôn tạo nhà lao; cho đến năm 2013, dự án được triển khai. Ngày 25 tháng 4 năm 2016, sau hai năm trùng tu, di tích chính thức được khánh thành; buổi lễ có sự hiện diện của nguyên Phó Chủ tịch nước Trương Mỹ Hoa, chính quyền tỉnh Lâm Đồng và hơn 300 cựu tù nhân từng bị bắt giam tại đây. Nhà nước Việt Nam xem sự tham gia của trẻ em trong chiến tranh Việt Nam là "minh chứng cho truyền thống cách mạng anh hùng, bất khuất của tuổi trẻ Việt Nam"; tuy nhiên ngày 12 tháng 2 năm 2002, Liên Hợp Quốc đã ban hành một hiệp ước xem việc sử dụng trẻ em trong chiến tranh là một tội ác chiến tranh.

## Kiến trúc
Phía trước nhà lao có một án ngữ hình chữ A, là nơi làm việc của ban quản lý. Từ cửa chính đi vào, trung tâm được trang bị hai lớp cửa: một cái làm bằng sắt và một cái làm bằng gỗ. Nhà tù được xây dựng thành một hình chữ nhật khép kín, bao quanh là tường đá. Các dãy nhà dọc phần lớn là phòng giam và xà lim; các dãy ngang tạo thành hai khoảnh sân ở giữa, là nơi mà tù nhân hoạt động khi ở ngoài phòng giam. Khoảnh sân thứ nhất là khu vực sân cờ, ở giữa treo quốc kỳ Việt Nam Cộng hòa. Nhà lao có tám phòng giam, sáu phòng dành cho tù nhân nam và hai phòng dành cho tù nhân nữ. Mỗi phòng có diện tích khoảng 30 m², thường giam 60–80 tù nhân, những lúc cao điểm có thể lên đến gần 100 người. Ở phía cuối hành lang của hai khu phòng giam, có ba dãy xà lim và hệ thống phun nước làm lạnh để tra tấn. Nhà lao còn có hội trường, nhà bếp, nhà hướng nghiệp, nhà thờ (diện tích khoảng 40 m²), nhà chùa và phòng chuyên dụng để tra tấn. Họ bọc nhiều lớp kẽm gai và xây bốn lô cốt cho lính canh gác cẩn mật xung quanh tường và trên mái ngói. Khuất sau các xà lim là một hầm đá không có mái che nhưng thay vào đó là một chiếc lưới kẽm gai.

## Tổ chức
Các tù nhân sau khi được chuyển về sẽ được phân loại và sẽ được giam giữ tại những căn phong khác nhau tùy theo mức án: mức án nhẹ là phòng giam tập thể; nặng hơn bị giam vào xà lim; bị nhốt vào hầm đá là những tù nhân được xếp vào hạng "đầu sỏ", "đặc biệt nguy hiểm".
Mỗi tù nhân được phát hai bộ quần áo kaki xanh, giày bata, mũ ca lô và xem đây như một trường trung học chuyên nghiệp tập trung thay vì nhà tù. Ở đây thường duy trì các lớp văn hóa tuy nhiên thì giáo viên là những thanh niên bị giam tù có trình độ còn trung tâm chỉ mua và trang bị máy móc. Họ thường chọn và chuyển thiếu nhi về đây và cho hưởng một số quyền lợi; đồng thời, các giám thị được phân công túc trực nhằm bảo đảm tù nhân ở các phòng khác nhau không thể liên lạc với nhau. Hàng tháng, mọi tù nhân được tập hợp để giảng đường để "học tập chính trị" mà nội dung là đả kích chế độ cộng sản, chỉ trích Đảng Cộng sản Việt Nam và Hồ Chí Minh. Nhà lao cũng kết hợp với các tổ chức tôn giáo, đặc biệt là Công giáo: cứ hai tuần một lần các linh mục vào nhà giam để trao đổi với tù nhân trong từng phòng giam về các vấn đề chính trị, thể chế, thần học, tôn giáo,... Nhà tù còn tổ chức các hoạt động thể thao, văn nghệ và "hướng đạo" nhằm mục đích thay đổi nhận thức của các tù nhân nhỏ tuổi.

## Phong trào chống đối

### Chống chào cờ
Mai Bốn, một trong những cựu tù đã mổ bụng tại Nhà lao thiếu nhi Đà Lạt.
Theo quy định, vào mỗi buổi sáng thứ hai, mọi tù nhân phải làm lễ chào cờ trong sân nhà lao; nếu chào cờ thì nhà tù sẽ cho ăn mặc, ngược lại nếu không thì sẽ bị tra tấn. Nhưng họ đã chống đối không chịu chào cờ, không hát quốc ca và thậm chí xé quốc kỳ.
Khoảng 15 giờ ngày 21 tháng 11 năm 1971, vì thất bại trong việc ép buộc tù nhân chào cờ, trung tâm thông báo sẽ chuyển một số tù nhân mà họ gọi là "đầu sổ" về Nhà tù Chí Hòa. Tuy nhiên, đến 16 giờ có một tuyên bố rằng không có máy bay nên đưa tù nhân về trại giam; nhưng thực sự kế hoạch của họ là đàn áp, còng tay, xé lẻ, đánh đập các tù nhân và đưa vào các xà lim. Biết trước điều này, các thiếu niên đã chọn ra một số người để chống đàn áp, một số còn đề xuất phương án tuyệt thực và mổ bụng tập thể. Mặc dù có rất nhiều người xung phong mổ bụng nhưng chỉ có năm người được chọn thông qua hình thức bốc thăm, gồm: Nguyễn Văn Thu, Mai Thanh Minh (Mai Bốn), Thái Bá Tro, Bùi Văn Hiệp, Nguyễn Văn Út. 17 giờ, Nguyễn Văn Thu phát biểu: "Nếu nhà cầm quyền Sài Gòn đàn áp tù nhân, chúng tôi sẽ mổ bụng phản đối." Các tù nhân đồng thanh: "Phản đối nhà cầm quyền Sài Gòn đàn áp tù nhân." Lính cai ngục bắt đầu xông vào tấn công. Nguyễn Văn Thu mổ bụng đầu tiên, sau đó các tù nhân che chắn để Mai Thanh Minh và Thái Bá Tro thực hiện. Hai người còn lại thì chưa kịp mổ. Đêm hôm đó, các tù nhân mổ bụng được đưa đi bệnh viện, số còn lại bị còng chéo vào nhau và tra tấn. Họ tuyệt thực ba ngày bốn đêm sau đó để phản đối. Theo Báo Giáo dục Thành phố Hồ Chí Minh, những vết thương do mổ bụng đã không nhiễm trùng mà tự lành sau vài ngày, không cần đến thuốc cầm máu hay kháng sinh mà chỉ dùng muối và nước tiểu để rửa, xát vào chỗ bị thương.

#### Hệ quả
10 phút sau khi được Thái Bá Tro yêu cầu, tỉnh trưởng Tuyên Đức Nguyễn Hợp Đoàn đã có mặt tại nhà lao. Theo nhiệm vụ được các đồng đội tù nhân giao, Tro đưa ra năm yêu sách:
1. Không được đàn áp tù nhân.
2. Không bắt buộc, cưỡng ép tù nhân chiêu hồi.
3. Không được dùng người tù cai trị người tù.
4. Được tự do gặp gỡ, liên hệ với anh em bạn tù.
5. Phải trả tự do cho những người hết án và mãn hạn tù.

Những yêu sách trên đã được tạm thời chấp nhận nhưng sau đó, nhà tù đã đẩy mạnh những biện pháp trừng phạt tù nhân.

### Tấn công cai ngục
Xăm Pôn, một trong những cai ngục, từng ở trong quân đội Pháp và là cai ngục ở Nhà tù Côn Đảo. Trong buổi điểm danh chào cờ đầu tiên tại Nhà lao thiếu nhi Đà Lạt, ông đánh đập tù nhân vì họ đã phản đối quyết liệt nhưng lại bị các tù nhân đáp trả. Những người đầu tiên chống trả lại lần lượt có tên là: Bồng, Cảnh, Kỳ, Xi; sau đó tất cả tù nhân đều xông vào đánh bằng mọi vũ khí có thể.
Một cai ngục có tên là Nguyễn Cương, Trưởng ban trật tự lưu động. Ông thường tra tấn tù nhân bằng những hình thức như: đạp giày đinh vào đầu, lột quần áo, gí bóng đèn vào người cho cháy da thịt, dùng roi da đính móc sắt nhỏ đánh vào người,... Vì thế, các tù nhân rất căm phẫn và muốn giết Cương. Phát hiện một cọng thép dài 5 mm trên vành máng xối của khu nhà ăn, họ quyết định dùng nó làm vũ khí, hằng ngày bí mật mài một ít rồi xé quần áo để làm tay cầm. Đêm ngày 23 tháng 1 năm 1973, khi Nguyễn Cương bước vào, các tù nhân dùng que sắt đâm liên tiếp vào người ông. Tuy còn sống nhưng ông bị thương tật 60% sức khỏe và phải nằm điều trị ba tháng tại bệnh viện.

### Chống lăn tay và vượt ngục
Trước khi Hiệp định Paris được ký kết, Nha Cải huấn Sài Gòn đã chỉ đạo cho lăn tay và chụp ảnh các tù nhân trong nhà lao với mục đích biến họ từ tù nhân chính trị thành can phạm hình sự để tiếp tục giam giữ. Toàn bộ tù nhân đã phản đối điều này và lên kế hoạch đấu tranh: mỗi phòng giam lập ba đội xung kích với tám người một đội; cả nhà lao cử ra những tù nhân có trình độ và khả năng giao tiếp để đấu tranh lý lẽ. Ngày 22 tháng 3 năm 1971, cảnh sát bao vây toàn bộ nhà tù. Các nữ tù nhân được gọi ra để lăn tay trước nhưng phản đối và bị quất liên tục bằng roi. Các thiếu niên đã chống đối dữ dội và thậm chí giật cây cột cờ để kéo cờ xuống. Hai bên đã thương lượng và kết quả là nhà tù phải chấp nhận một phần yêu sách của tù nhân.
Nhưng thực tế, một số yêu sách đã không được đáp ứng trong khi phong trào cách mạng đang tiến triển theo hướng có lợi cho Việt Nam Dân chủ Cộng hòa, đẫn đến cuộc vượt ngục của 13 tù nhân. Cuộc vượt ngục diễn ra vào đêm ngày 7 tháng 5 năm 1973 (tuy theo kế hoạch thì là một ngày trước đó), theo ông Đặng Ngọc Chúng – một trong 13 người vượt ngục đêm đó – thì đây là cuộc vượt ngục "ngoạn mục nhất" trong số 7 cuộc vượt ngục trong hai năm tồn tại của nhà lao. Vì trên trần nhà có dây thép gai gắn điện cao thế nên những tù thiếu nhi đã xé áo quấn vào tay để tránh bị điện giật, sau đó dùng quần áo làm thành sợi dây để thả từng người xuống. Gần 2 giờ sáng hôm sau, cả 13 người đã trốn thoát. Hai người lạc đường và bị phát hiện, số còn lại Đại đội Đặc công 850, tỉnh đội Tuyên Đức đưa đến chiến khu an toàn vào ngày 14 tháng 5.
Ngày 22 tháng 2 năm 1973, một cuộc đấu tranh giành quyền làm chủ nhà lao đã nổ ra với phần thắng thuộc về tù nhân, góp phần không nhỏ vào việc giải tán nhà lao vào tháng 6 cùng năm.

## Hình phạt đối với tù nhân
Các tù nhân bị tra tấn bằng nhiều cách như: còng chéo, đánh bằng roi tết lằm bằng dây điện, dây kẽm gai, gậy hướng đạo, hoặc dùng bóng điện cao áp ấn vào mặt. Vào mùa đông, khi nhiệt độ ban đêm có thể xuống dưới 15 °C, lính còn dội nước lạnh vào người của những tù nhân bị biệt giam tại xà lim. Những thiếu nhi bị nhốt vào hầm đá phải chịu bị phơi sương, phơi nắng như một hình phạt.
Sau sự việc chống chào cờ và mổ bụng, hơn 60 tù nhân đã bị cai tù đẩy xuống xà lim, thu hết đồ đạc không cho mặc, thường xuyên bị đánh bằng roi, mỗi ngày chỉ được ăn hai vắt cơm và một chút muối hạt. Bốn người bị còng dính thành một vòng tròn, khi ngủ phải nằm chéo lên nhau. Lính canh đánh thành lệ tại tất cả các xà lim; ba đợt một ngày: sáng, trưa và tối; mỗi đợt đánh năm roi. Vào khoảng 9 đến 10 giờ đêm, khi nhiệt độ thấp nhất trong ngày, họ lấy nước lạnh dội vào từng người.

## Danh hiệu
Năm 2008, theo chỉ đạo của Cục Di sản văn hóa, Sở Văn hóa, Thể thao và Du lịch tỉnh Lâm Đồng tiến hành các thủ tục khảo sát Nhà lao thiếu nhi Đà Lạt để lập hồ sơ đề nghị xếp hạng Di tích quốc gia. Ngày 22 tháng 6 năm 2009, Bộ Văn hóa, Thể thao và Du lịch công nhận nhà lao là Di tích lịch sử cách mạng cấp quốc gia; lễ đón nhận bằng được tổ chức vào ngày 12 tháng 12. Ngoài ra, vào ngày 6 tháng 12 cùng năm, tập thế cựu tù chính trị và bốn cá nhân bao gồm: liệt sĩ Trần Bình, Ngô Tùng Chinh (Ngô Kỳ), Mai Thanh Minh (Mai Bốn) và Đặng Bảo Xi được phong tặng, truy tặng danh hiệu Anh hùng Lực lượng vũ trang nhân dân.

## Nhận định
Cố nhà văn, nhà báo, nhà nghiên cứu và nhà chính trị Trần Bạch Đằng chia sẻ:
| “ | Tôi đã đọc nhiều và nghe nhiều chuyện kể về chế độ nhà tù khắc nghiệt dã man trước năm 1975. Điều mà tôi không ngờ và chắc ít người biết là trong thế giới địa ngục trần gian ấy lại có một loại nhà lao dành cho thiếu nhi. Điều tôi không ngờ thứ hai, thật xúc động và cũng thật tự hào chính là tinh thần đấu tranh bất khuất, táo bạo và khôn ngoan của tập thể thiếu nhi anh hùng trong nhà lao thiếu nhi Đà Lạt để bảo vệ khí tiết cách mạng chống lại chế độ hà khắc trong nhà tù và cuối cùng chính quyền phải nhượng bộ hoàn toàn. | ” |

Ông Đoàn Văn Việt, Chủ tịch Ủy ban nhân dân tỉnh Lâm Đồng, phát biểu tại buổi lễ khánh thành trùng tu nhà lao ngày 25 tháng 4 năm 2016:
| “ | Di tích nhà lao thiếu nhi Đà Lạt chính là minh chứng cho truyền thống cách mạng anh hùng, bất khuất của tuổi trẻ Việt Nam; một trong những "địa chỉ đỏ" trên vùng đất Tây Nguyên. Việc khánh thành và đưa vào sử dụng công trình góp phần quan trọng trong giáo dục truyền thống yêu nước cho thế hệ trẻ; đáp ứng ngày càng tốt hơn nhu cầu tham quan, học tập của nhân dân và du khách khi tới thành phố Đà Lạt (Lâm Đồng). | ” |